# Viêng Chăn (tỉnh)
Tỉnh Viêng Chăn (còn gọi là khu nông thôn Viêng Chăn) (tiếng Lào: ແຂວງວຽງຈັນ) là một tỉnh của Lào, nằm ở Tây bắc quốc gia. Đến năm 2015, toàn tỉnh có 419.090 người. Tỉnh Viêng Chăn có diện tích 15.927 km2 với 10 huyện nằm ở giữa tây bắc Lào. Tỉnh này giáp tỉnh Xiangkhouang về phía đông bắc, tỉnh Bolikhamxai về phía đông, thủ đô Viêng Chăn và Thái Lan về phía nam, và tỉnh Xaignabouli ở phía tây. Các thị trấn chính là Vang Vieng và Muang Phon Hong. Cách Vang Vieng khoảng vài km về phía nam là một trong những hồ lớn nhất của Lào, hồ Nam Ngum. Phần lớn diện tích này, đặc biệt là các khu rừng ở phía nam, thuộc Khu Bảo tồn Đa dạng sinh học Quốc gia Phou Khao Khouay. Các sông chính chảy qua tỉnh là sông Nam Song, sông Nam Ngum và sông Nam Lik.
Vào giữa thế kỷ 16, Viêng Chăn dưới thời vua Setthathirat đã trở nên thịnh vượng. Nó đã trở thành một trung tâm lớn của giáo lý Phật giáo với nhiều ngôi chùa đã được xây dựng.
Năm 1989, tỉnh này chia thành hai phần là thủ đô Viêng Chăn bao gồm thành phố Viêng Chăn, và tỉnh hiện nay nằm trên diện tích đất còn lại.
Từ năm 2000, du lịch trong khu vực đã tăng vọt, với hàng nghìn lượt ghé thăm Viêng Chăn và Vang Vieng mỗi năm. Trong những năm gần đây, đầu tư mới đã tập trung vào vùng ngoại ô của Viêng Chăn.

## Lịch sử
Nhân vật lịch sử Lào vĩ đại, Phra Lak Phra Lam, tuyên bố rằng Hoàng tử Thattaradtha đã thành lập lên tỉnh này khi ông dời bỏ Vương quốc Lào huyền thoại ở "Muong Inthapatha Maha" vì đã không được nối ngôi (thay vào đó là em trai của ông). Thattaradtha thành lập một đô thị gọi là Maha Thani Si Phan Phao trên bờ phía tây của sông Mekong; thành phố này được cho là đã trở thành Udon Thani của Thái Lan ngày nay. Một hôm, một người 7 đầu Naga đã nói với Thattaradtha cần xây dựng một thành phố mới ở bờ phía đông của con sông, đối diện Maha Thani Si Phan Phao. Hoàng tử gọi thành phố này là Chanthabuly Si Sattanakhanahud; đó chính là tiền thân của Viêng Chăn ngày nay.
Trái với Phra Lak Phra Ram, hầu hết các nhà sử học tin rằng thành phố Vientiane là một khu định cư cũ của người Khmer bao xung quanh một ngôi đền Hindu, sau này thay thể bởi Pha That Luang. Chính đức vua cầm quyền Khmer Say Fong là người đã dịch chuyển đến gần ngôi đền giáp Vientiane. Trong thế kỷ 11 và 12, người Lào và người Thái, được cho là, đã di cư vào Đông Nam Á từ Nam Trung Quốc đã lên nằm quyền cai trị khu vực này khi số ít người Khmer còn lại trong khu vực đã bị giết chết, đuổi đi, hoặc đồng hóa thành các cư dân lào hiện nay.
Năm 1354, khi Fa Ngum thành lập vương quốc Lan Xang, Viêng Chăn trở thành một thành phố hành chính quan trọng, mặc dù nó không phải là thủ đô khi đó. Vua Setthathirath chính thức lập nó thành thủ đô Lan Xang vào năm 1563, để ngăn ngừa cuộc xâm lăng của người Miến Điện. Trong vài thế kỷ sau vị trí của Vientiane không ổn định; một số giai đoạn nó trở thành trung tâm phát triển của khu vực nhưng nhiều lần nó nằm dưới sự kiểm soát của Việt Nam, Miến Điện và Xiêm La.
Khi Lan Xang tan rã vào năm 1707, nó đã trở thành một Vương quốc Vientiane độc lập. Năm 1779, nó bị chinh phục bởi thống soái Phraya người Siêm Buddha Yodfa Chulaloke và nó trở thành một nước chư hầu của Xiêm La. Khi vua Anouvong tiến hành một cuộc nổi dậy để trở thành một vương quốc độc lập không thành công, lực lượng của ông đã bị quân Xiêm tiêu diệt vào năm 1827. Thành phố này đã bị đốt cháy thành tro bụi và các hiện vật Lào bị cướp hết, bao gồm tượng Phật và con người. Người Xiêm La đã khống chế Anouvong và phá hủy thành phố chỉ để lại chùa Wat Si Saket còn nguyên trạng, bắt tất cả dân chúng đi. Khi người Pháp đến năm 1867, Vientiane đã bị hư hỏng nặng nề, đã xuống cấp và bị rừng bao phủ. Cuối cùng khu vực này được chuyển sang Pháp vào năm 1893. Nó đã trở thành thủ đô của chính phủ bảo hộ Pháp Lào vào năm 1899. Pháp xây tái lập thành phố và xây dựng lại hoặc sửa chữa các chùa Phật giáo như Pha That Luang, Haw Phra Kaew, và xây dựng nhiều tòa nhà thuộc địa. Theo một sắc lệnh được Thống đốc Paul Doumer ký vào năm 1900, tỉnh này đã được chia thành bốn ''muang'', bao gồm Borikan, Patchoum, Tourakom và Vientiane. Hai năm trước đó, những người đàn ông từ bốn "muang" này đã bị gọi tập trung đến để xây dựng một ngôi nhà cho Pierre Morin, thống soái đầu tiên của Viêng Chăn.
Trong Thế chiến II, Vientiane đã thất thủ và bị lực lượng Nhật chiếm đóng, dưới sự chỉ huy của tường Sako Masanori. Ngày 9 tháng 4 năm 1945, lính nhảy dù của Pháp đến và giải phóng Vientiane vào ngày 24 tháng 4 năm 1945. Khi cuộc nội chiến Lào nổ ra giữa Chính phủ Hoàng gia Lào và quân đội Pathet Lào, Viêng Chăn là vùng không ổn định. Tháng 8/1960, Kong Le nắm giữ thủ đô và tuyên bố rằng Souvanna Phouma trở thành Thủ tướng Chính phủ. Vào giữa tháng 12, Tướng Phoumi chiếm lại thủ đô, lật đổ chính phủ Phouma, và đưa Boun Oum lên làm Thủ tướng Chính phủ. Vào giữa năm 1975, quân đội Pathet Lào tiến về thành phố và lính Mỹ bắt đầu sơ tán thủ đô. Vào ngày 23 tháng 8 năm 1975, một đội ngũ 50 phụ nữ quân đội Pathet được thiết lập, tượng trưng cho "giải phóng" thành phố. Vào ngày 2 tháng 12 năm 1975, đảng Cộng sản của quân đội Pathet Lào đã chiếm Vientiane và đánh bại Vương quốc Lào và kết thúc cuộc Nội chiến Lào; nhưng những thể lực Nổi dậy ở Lào vẫn tiếp tục hoạt động trong rừng sâu (Hmong, Hoàng gia lưu vong và các phần tử cánh hữu) để chống phá quân đội Pathet Lào.
Trong những năm 1950 và 1960 trong Chiến tranh Pháp-Đông Dương và Chiến tranh Việt Nam, hàng ngàn người tị nạn đến tỉnh này. Đến năm 1963, khoảng 128.000 người chạy đến đây, đặc biệt là người Hmong tỉnh Xiengkhouang. Khoảng 150.000 người khác đến vào đầu những năm 1970. Nhiều người tị nạn đến bị nghiện thuốc phiện. Năm 1989, tỉnh này được chia thành hai phần, Thành phố Vientiane có thủ đô Viêng chăn, và khu vực còn lại là tỉnh Viêng chăn hiện nay.
Vào cuối năm 2006, 13 người Khơ me bị bắt ở làng Khon Kean. Một người đã được phóng thích vào tháng 4 năm 2007, và vào ngày 16 tháng 5, chín người khác đã được thả ra sau khi bị giam giữ tại một trại giam của cảnh sát ở Hin Heup. Vientiane đã tổ chức SEA game lần thứ 25 vào tháng 12 năm 2009 đúng dịp kỷ niệm 50 năm SEA Games. Vùng Xaysomboun thi thoảng xảy ra xung đột giữa các quân đội chính phủ và quân nổi dậy người Hmong.

## Địa lý
Tỉnh Viêng Chăn, một trong những tỉnh của Lào có diện tích 15.927 km2 với 10 huyện thuộc vùng trung tây bắc Lào. Tỉnh này giáp tỉnh tỉnh Xiangkhouang về phía đông bắc, tỉnh Bolikhamxai về phía đông, thủ đô Viêng Chăn và tỉnh Loei của Thái Lan về phía Nam, và tỉnh Xaignabouli ở phía tây. Các thị trấn chính là Vang Vieng và Muang Phon Hong. Vang Vieng được nối với thủ đồ Vientiane, khoảng 170 km bằng đường bộ về phía nam và cố đô Luang Prabang về phía tây bắc theo Quốc lộ 13, đây cũng là là đường quốc lộ chính trong tỉnh, tiếp theo là Quốc lộ 10. Phần lớn dân số của tỉnh nằm ở các thị trấn và làng mạc dọc theo và gần Quốc lộ 13; nếu đi từ phía năm lên phía bắc sẽ qua các bản Phonsoung, Ban Saka và Toulakhom (dọc theo Quốc lộ 10 về phía đông của Quốc lộ 13), Ban Nalao, Ban Nong Khay, Ban Kang Kang, Ban Vang Khay, Ban Houay Pamon, Ban Namone, Vang Vieng, Ban Nampo, Ban Phatang, Ban Bome Phek, Ban Thieng, Muang Kasi và Ban Nam San Noi gần biên giới với tỉnh Xiangkhouang.
Cách Vang Vieng khoảng vài km về phía nam là Nam Ngum, một trong những hồ lớn nhất của Lào. Phần lớn khu vực này, đặc biệt là các khu rừng ở phía nam, thuộc Khu Bảo tồn Đa dạng sinh học Quốc gia Phou Khao Khouay. Phía đông là Phou Bia, đỉnh núi cao nhất của Lào, phía đông của Ban Thamkalong là một khu rừng rậm mọc trên các ngọn núi. Các sông chính chảy qua tỉnh là sông Nam Song, sông Nam Ngum và sông Nam Lik.
Khí hậu ở tỉnh Viêng Chăn được hình thành và tồn tại nhờ cơ chế nhiệt đới gió mùa, mùa đông lạnh ít mưa, mùa hè nóng nhiều mưa. Lượng bức xạ tổng cộng năm dưới 160 kcal/cm2 và cân bằng bức xạ năm dưới 75 kcal/cm2. Hàng năm chịu ảnh hưởng của khoảng 25 - 30 đợt lạnh. Nhiệt độ trung bình năm tuy không dưới 23 °C, song nhiệt độ trung bình tháng 01dưới 18 °C và biên độ năm của nhiệt độ trên 12 °C.Mùa mưa kéo dài từ tháng 5 đến tháng 10 và chiếm khoảng 80% lượng mưa toàn năm. Mùa ít mưa chủ yếu là mưa nhỏ và mưa phùn kéo dài từ tháng 11 đến tháng 4 năm sau, trong đó tháng 12 hoặc tháng 01 có lượng mưa ít nhất.Viêng Chăn  có mùa đông lạnh rõ rệt so với các địa phương khác ở phía Nam. Tần số lạnh cao hơn, số ngày nhiệt độ thấp đáng kể, nhất là số ngày rét đậm, rét hại nhiều hơn, mùa lạnh kéo dài hơn và mưa phùn cũng nhiều hơn. Nhờ mùa đông lạnh trong cơ cấu cây trồng của Viêng Chăn  cũng như đồng bằng Bắc Bộ, có cả một vụ đông độc đáo ở miền nhiệt đới.

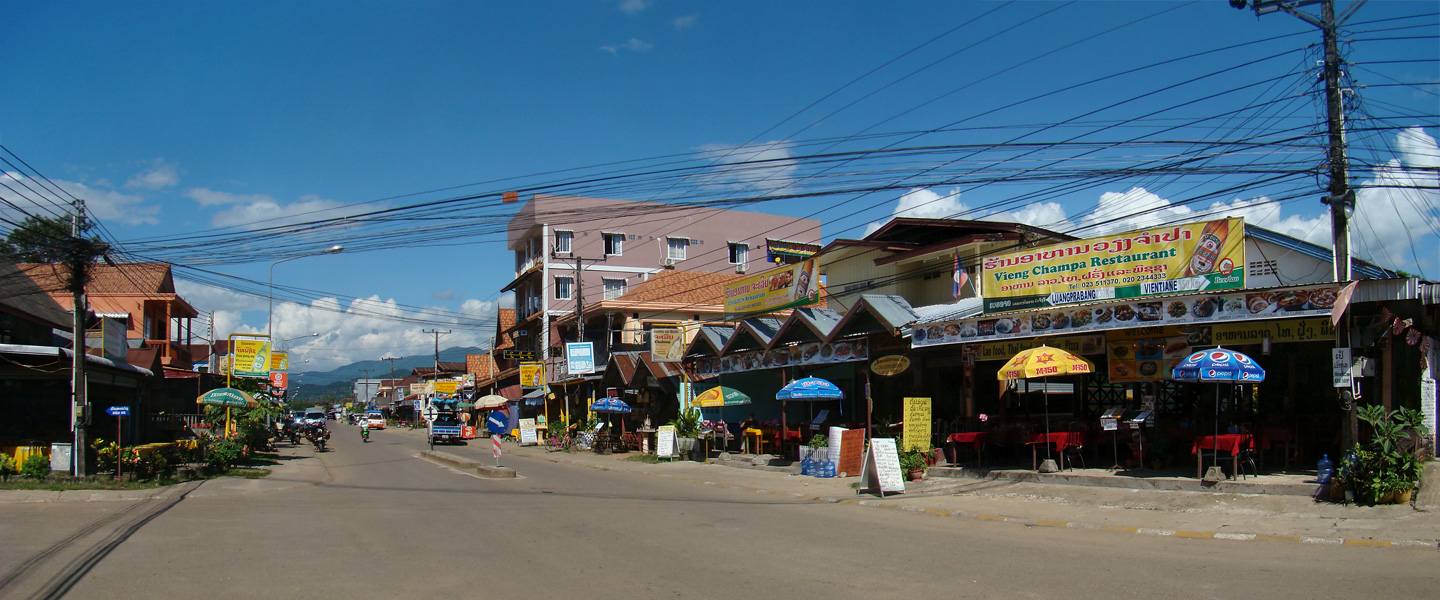
Trung tâm Vang Vieng
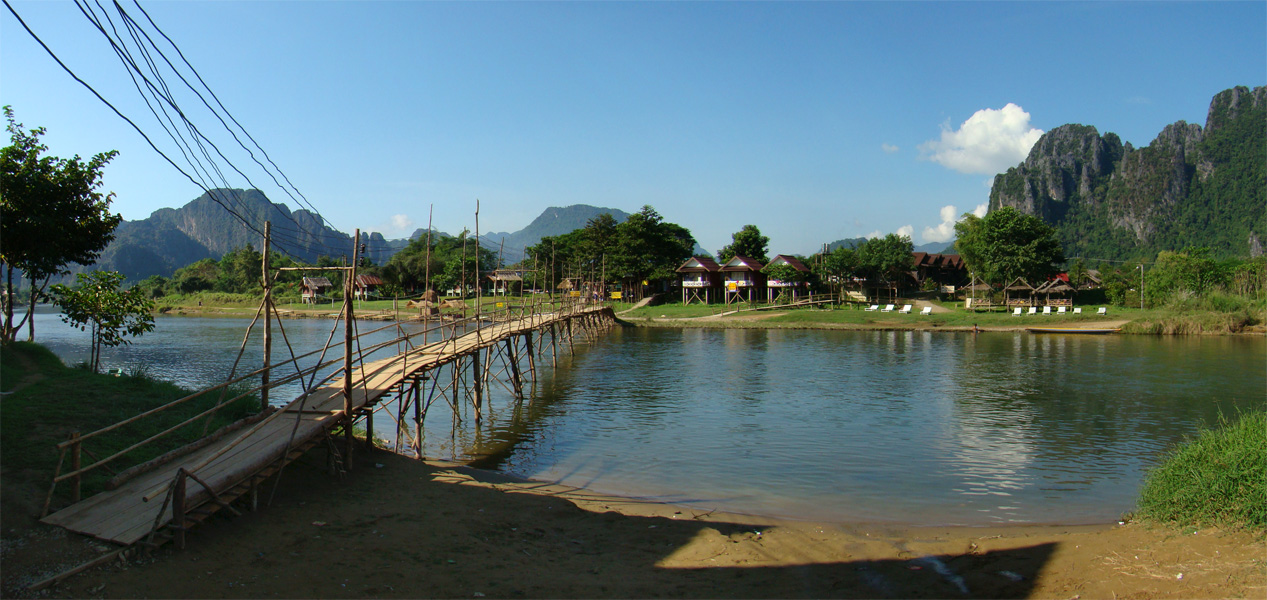
Sông Nam Song ở Vang Vieng
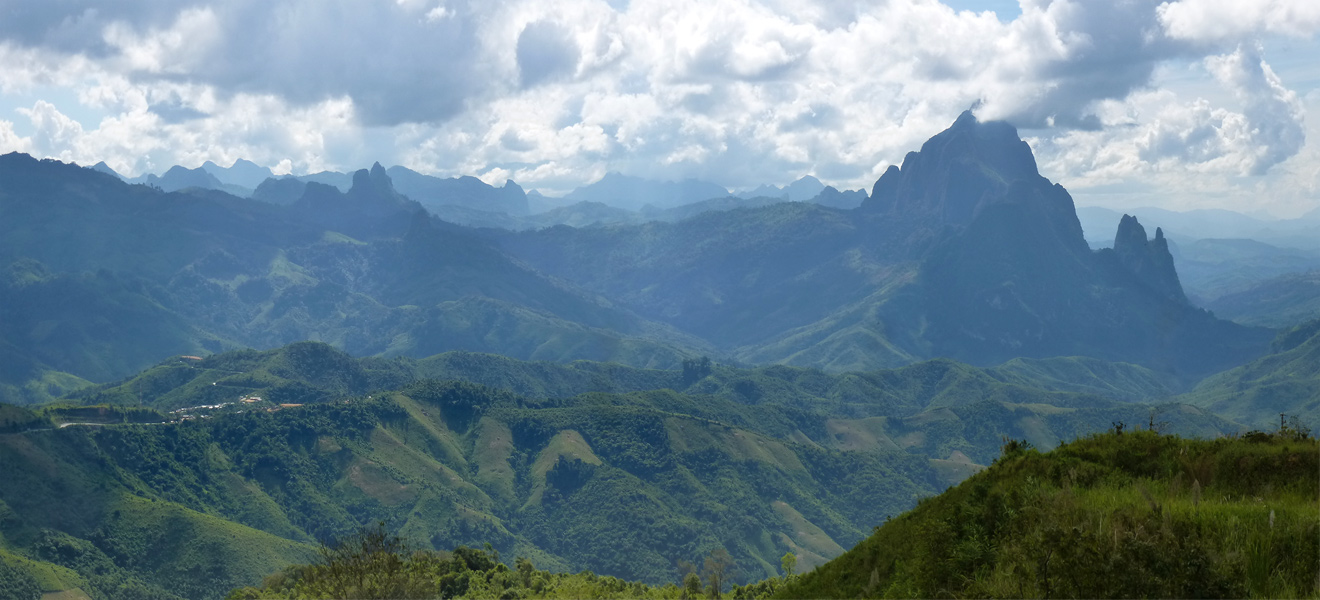
Núi Phu Phra
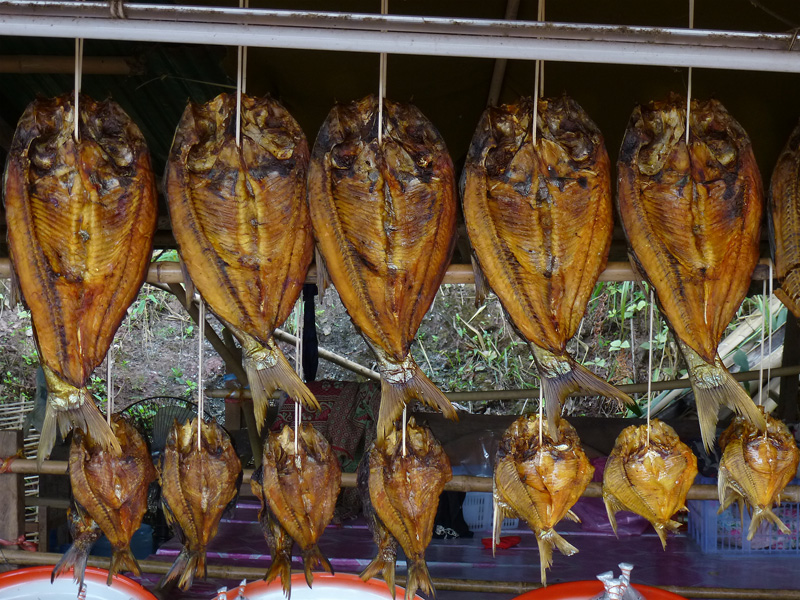
Cá ở hồ Nam Ngum

## Các khu bảo tồn
Khu bảo tồn đa dạng sinh học quốc gia Phou Khao Khouay là khu bảo tồn nằm cách thành phố Viêng Chăn 40 km về phía đông bắc. Nó được thành lập vào ngày 29 tháng 10 năm 1993 với diện tích 2.000 km2 mở rộng sang tỉnh Xaisomboun, tỉnh Vientiane, và Bolikhamxay. Địa hình đặc trưng là miền núi, có độ cao từ 200 m - 1.761 m, pha trộn từ "phức hệ trầm tích (Indosinias schist-clay-sandstone) theo lớp tới lộ thiên". Cát sỏi cũng được nhìn thấy chạy lan theo từng lớp. Các vùng đất dốc rộng với những viên đá cát không có đất phủ trên mặt cũng là một phần của địa hình khu vực này. Khu vực này còn có dãy núi rộng với các mỏm đá vôi, các con ngòi và ba con sông lớn là các sông nhánh chảy vào sông Mê Công. Nó có khí hậu gió mùa với lượng mưa hàng năm là 1936,1 mm. Nhiệt độ trung bình năm là 26,6 °C với nhiệt độ tối đa trung bình 31,6 °C và nhiệt độ tối thiểu trung bình là 21,5 °C. Rừng xanh, rừng rụng lá hỗn giao Shorea, rừng khô dipterocarp và rừng thông; đặc biệt là rừng lá kim, các loại cá thể đơn loài gồm Pinus merkusii, Fokienia hodgsonsii, bamboo (mai sanod), và đồng cỏ tạo lập bởi các khu rừng bị cháy. Các loài động vật được tìm thấy ở đây bao gồm voi, hổ, gấu, 13 cặp vượn mũ trắng và langur cùng nhiều loài bò sát, lưỡng cư và chim. Loài green peafowl đã được ghi nhận sinh sống ở đây, gần Bản Nakhay và Bản Nakhan Thoung, dù trước đây đã từng bị coi là tuyệt chủng ở Lào; công tác quản lý bảo tồn đã giúp chúng gia tăng về số lượng.
Khu bảo tồn Ban Na là một khu bảo vệ động vật hoang dã là địa chỉ trekking phổ biến ở các vùng ngoại vi. Môi trường sống được biết đến với tre, rừng rậm và voi hoang dã.
Tràm Chim Quan Trọng IBA Sông Mê Công Thượng nguồn Vientaine rộng 18.230 ha bao gồm một khúc dài khoảng 300 km của Sông Mê Công về phía bắc thủ đô Vientiane. Nó nằm ở hai tỉnh: Xayabury và Vientiane. Đặc điểm địa hình là những con suối nhỏ, bụi rậm, sỏi, đụn cát chưa định hình, vỉa đá và bãi bồi. Các loài chim được nhận bao gồm wire-tailed swallow (Hirundo smithii), small pratincole (Glareola lactea), river lapwing (Vanellus duvaucelii), Jerdon's bush chat (Saxicola jerdoni), và loài great thick-knee (Esacus recurvirostris).

## Các đơn vị hành chính trực thuộc
Tỉnh được tạo lập từ 10 đơn vị hành chính cấp huyện sau:
| Bản đồ | Mã                 | Tên tiếng Việt | Têng tiếng Lào |
| ------ | ------------------ | -------------- | -------------- |
|        |                    |                |                |
| 10-01  | Thị xã Phonhong    | ໂພນໂຮງ         |                |
| 10-02  | Muang Thoulakhom   | ທຸລະຄົມ          |                |
| 10-03  | Muang Keo Oudom    | ແກ້ວອຸດົມ         |                |
| 10-04  | Muang Kasy         | ກາສີ            |                |
| 10-05  | Muang Vangvieng    | ວັງວຽງ          |                |
| 10-06  | Muang Feuang       | ເຟືອງ           |                |
| 10-07  | Muang Xanakharm    | ຊະນະຄາມ        |                |
| 10-08  | Muang Mad          | ແມດ            |                |
| 10-09  | Muang Hineherb     | ຫີນເຫີບ          |                |
| 10-10  | Muang Viengkham    | ວຽງຄໍາ          |                |
| 10-11  | Muang Hom 1        | ໝື່ນ             |                |
| 10-12  | Muang Xaysomboun 2 | ໄຊສົມບູນ         |                |

1. Sau khi Muang Meun (ໝື່ນ) nhập vào tỉnh Xaysomboun, nửa phía đông là Muang Hom (ຮົ່ມ), và nửa phía tây là Muang Longxan (ລ້ອງຊານ)
2. Sau khi nhập vào tỉnh Xaysomboun, trong thời kỳ đặc khu, nửa phía tây của nó có tên là Muang Phun (ພູນ),

## Dân cư
Dân số của tỉnh tăng lên đáng kể trong giai đoạn từ 1943 (23.200 người) đến 1955 (45.000). Dân cư các dân tộc thiểu số có sự suy giảm mạnh, thống kê năm 1943 là: Lào 41,5%; Người Việt Nam (Annamite) 53%; Trung Quốc 4%; Khác 1,5%. Tổng dân số được báo cáo gần nhất là 388.833 người, vào tháng 3 năm 2015. Muang Phon Hong là tỉnh lị của Tỉnh.

## Kinh tế
Từ năm 2000, du lịch trong khu vực đã tăng vọt, với hàng chục nghìn lượt du khách ghé thăm Viêng Chăn và Vang Vieng mỗi năm. Trong những năm gần đây, đầu tư mới đã đi vào vùng ngoại ô của Viêng Chăn. Một nhà máy sản xuất gạch đã được thành lập tại làng Phai Lom và một xưởng sản xuất phân hữu cơ sinh học đã được thành lập ở làng Dong Xiengdy. Một nhà máy sản xuất ngói khác cũng đã được thành lập ở làng Hathdeua, Huyện Keo Oudom. Lonely Planet cho biết về tác động của du lịch đến thị trấn Vang Vieng, "Sự tăng trưởng của Vang Vieng đã gây sốc. Chắc chắn là hồ sơ về thị trấn đã thay đổi và đó là lý do mà du khách lần đầu tiên đến đây - một thị trấn Lào trong một khung cảnh tuyệt đẹp - đã được thay thế bởi các nhà nghỉ nhiều tầng, thậm chí cả chợ địa phương đã di chuyển đến họp tại một chợ được xây dựng khang trang kiên cố ở phía Bắc của thị trấn. Trong làng "Ban Bo" của Thoulakhom, Làng nằm cách Viêng Chăn 60 km, khai thác muối là hoạt động kinh tế bán thời gian; ở đây việc khai thác muối được thực hiện theo phương pháp truyền thống.
Mặc dù du lịch đã phát triển nhanh chóng, hầu hết kế sinh nhai của người dân nông thôn vẫn phụ thuộc vào nông nghiệp. Đồng bằng Vientiane bao gồm tỉnh Viêng Chăn và thủ đô Viên Chăn là một trong sáu vùng sản xuất lúa gạo lớn ở Lào. Thủ công mỹ nghệ và may mặc cũng sử dụng một số lượng đáng kể lao động, hầu hết các làng quê trong tỉnh đều có những người may quần áo, áo sơ mi, màn chống muỗi và khăn trải giường. Bốc thuốc nam và thợ mộc cũng là nghề nghiệp cho một số ít người trong làng. Ở thôn Ban Bo huyện Thoulakhom là một nhà máy khai thác muối, sử dụng hầu hết các cư dân, với phương pháp khai thác truyền thống.
Tính đến năm 2008, các công ty hoạt động chủ yếu trong lĩnh vực khoáng sản bao gồm: Công ty TNHH Công nghiệp Padeang, Công ty TNHH Phu Bia Ming, Công ty TNHH Xi măng Lào, Xi măng Wanrong I và Công ty Khai khoáng Barite. Đến năm năm 2009, mỗi văn phòng bộ tại Viêng Chăn đã có các cơ sở CNTT, bao gồm "một máy chủ, 10 máy tính cá nhân, phòng họp trực tuyến và một mạng cục bộ kết nối với hạ tầng mạng chính phủ điện tử quốc gia.

## Danh thắng
Có rất nhiều hang động trong tỉnh, đặc biệt là ở khu vực Vang Vieng. Đáng chú ý là các hang Patang, Patho Nokham, Vangxang và Tham Chang. Hang Vangxang, còn gọi là Elephant Court, có chứa những tàn tích của một khu bảo tồn cổ trước đây là Vương quốc Lane Xang, ở đó cũng có năm tác phẩm điêu khắc bằng đá sa thạch màu hồng cùng hai bức tượng Phật vĩ đại. Vang Vieng có một số chùa Phật giáo xây dựng từ thế kỷ 16 và 17; trong đó có chùa Wat Si Vieng Song (Wat That), Wat Kang và Wat Si Sum. Du lịch sinh thái là một đóng góp đáng kể cho nền kinh tế của tỉnh, và đơn vị Adventure Lao quản lý hoạt động bơi thuyền kayak trên sông Nam Song, sông Nam Ngum và sông Nam Lik; sản phẩm du lịch này đưa du khách đi qua nhiều làng ven sông. Có một hồ nước nhân tạo gần làng Ban Sivilay với một khu bảo tồn chim.
Nổi tiếng ở Phu Khao Khuay là bản Tat Xai nơi có bảy thác, Thác Tat Xai và thác Tat Luek có chiều cao 40m.
Bản Pako nằm giữa rừng rậm rạp, cách Viêng Chăn 55 km, có các khu nghỉ dưỡng sinh thái được xây dựng trong một khu bảo tồn rừng 40 ha, một điểm thu hút nhiều khách du lịch. Các ngôi nhà trong ngôi làng này được làm bằng tre nứa ở một khu vực tách biệt, nơi các nhà khảo cổ học xác định là một khu định cư 2000 năm trước đây và đã được chứng thực bằng việt tìm ra các hiện vật có liên quan. Một ngôi chùa và thác nước cũng nằm ở đây.
Hồ Nam Ngum trên sông Nam Ngum, trong Khu Bảo tồn Nam Ngum là một dự án tài nguyên nước quan trọng trải dài trên diện tích 1.280 ha vào mùa mưa. Hồ có tổ chức các hoạt động giải trí như đi thuyền buồm và đi dã ngoại. Tại làng Ban Thalad của huyện Keo-Oudom, cách Viêng Chăn khoảng 80 km, có nhiều nhà hàng nổi và các hoạt động thể thao.
Vườn thú Thoulakhom nuôi dưỡng nhiều động vật quí hiếm của Lào.

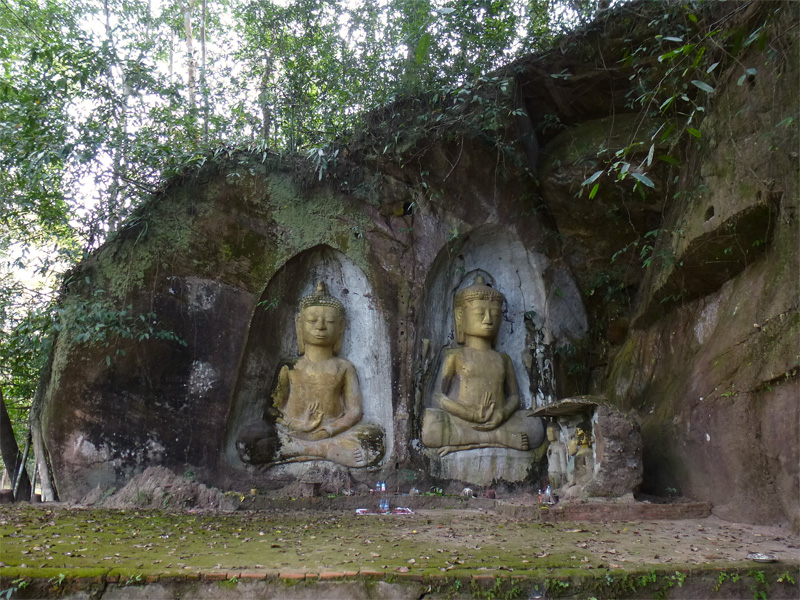
Chùa Vang Xang
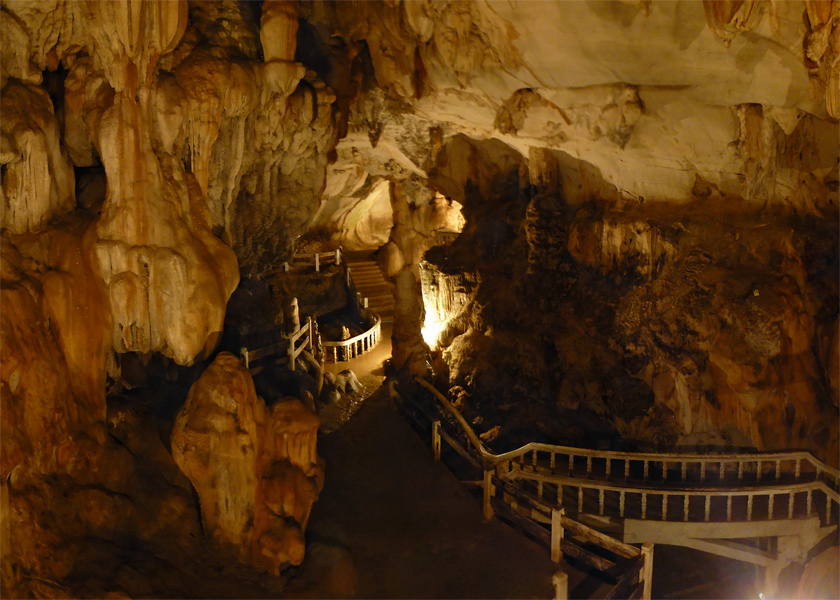
Chùa Tham Chang
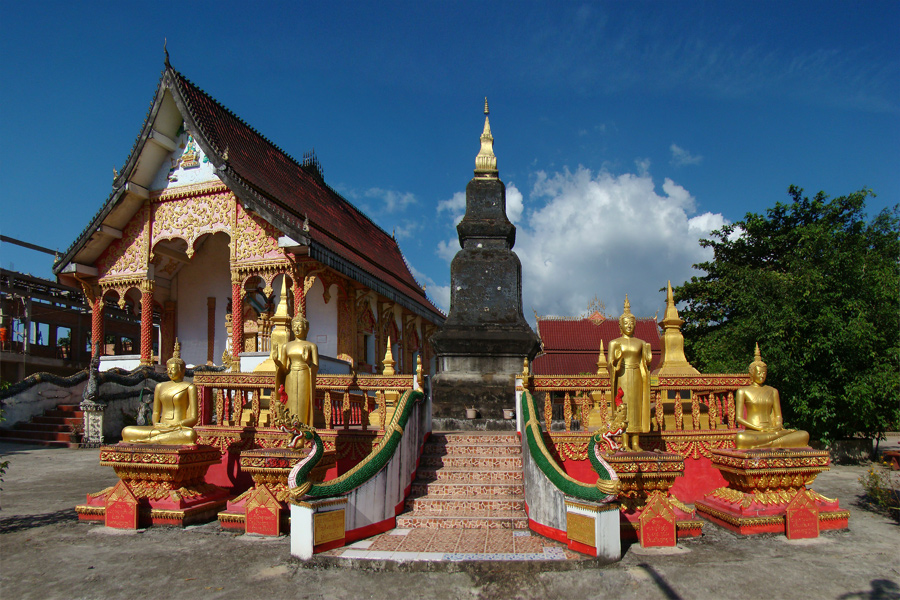
Chùa Si Vieng Song
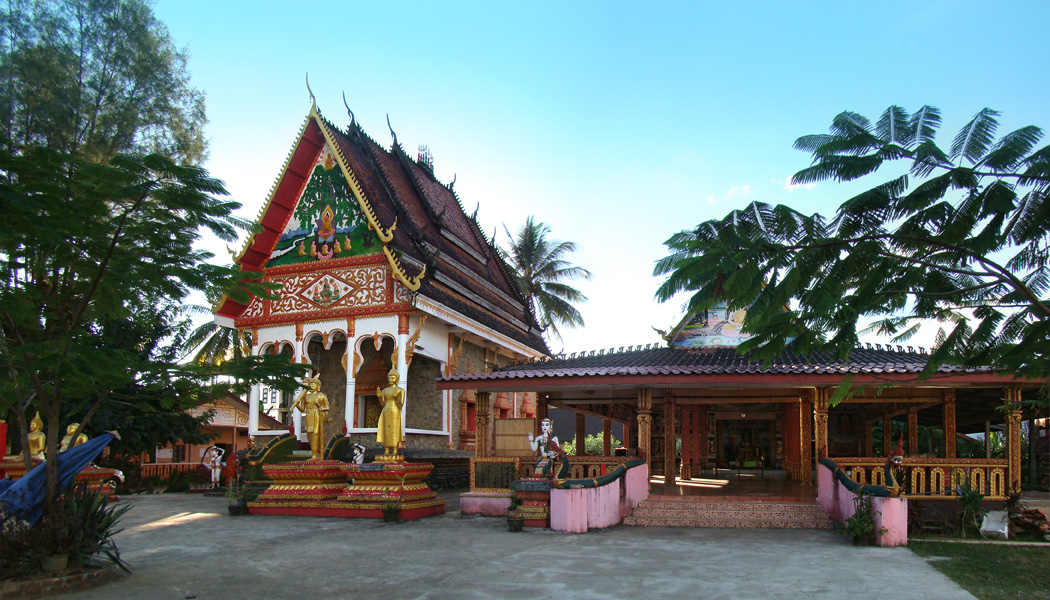
Chùa Wat Kang

## Tham chiếu

### Tra cứu
- Akhtar, Shahid; Arinto, Patricia B.; Abu, Hassan, Musa (ngày 3 tháng 6 năm 2009). Digital Review of Asia Pacific 2009–2010. IDRC. ISBN 978-81-321-0084-3.{{Chú thích sách}}:  Quản lý CS1: nhiều tên: danh sách tác giả (liên kết)
- Államok, Egyesült. Country Reports on Human Rights Practices for 2007. Government Printing Office. tr. 865.
- Askew, Marc; Logan, Williams S.; Long, Colin (2009). Vientiane: Transformation of a Lao landscape. Routledge. tr. 118–. ISBN 978-1-134-32365-4.
- Bennett, J. (ngày 1 tháng 1 năm 2004). New Approaches to Gall Midge Resistance in Rice. Int. Rice Res. Inst. ISBN 978-971-22-0198-1.
- Burke, Andrew; Vaisutis, Justine (ngày 1 tháng 8 năm 2007). Laos 6th Edition. Lonely Planet. ISBN 978-1-74104-568-0.
- Doeden, Matt (ngày 1 tháng 1 năm 2007). Laos in Pictures. Twenty-First Century Books. ISBN 978-0-8225-6590-1.
- Eur (2002). Far East and Australasia 2003. Psychology Press. ISBN 978-1-85743-133-9.
- Fanthorpe, Lionel & Patricia (ngày 23 tháng 3 năm 2009). Secrets of the World's Undiscovered Treasures. Dundurn. ISBN 978-1-77070-384-1.
- Firth, Raymond; Yamey, Basil S. (1964). Capital, Saving & Credit in Peasant Societies. Transaction Publishers. ISBN 978-0-202-30918-7.
- Geological Survey (U S) (ngày 25 tháng 10 năm 2010). Minerals Yearbook: Area Reports: International 2008: Asia and the Pacific. Government Printing Office. tr. 14–. ISBN 978-1-4113-2964-5.
- Grabowsky, Volker (1995). Regions and National Integration in Thailand, 1892–1992. Otto Harrassowitz Verlag. ISBN 978-3-447-03608-5.
- Jong, Wil De; Donovan, Deanna; Ken-ichi Abe (ngày 5 tháng 3 năm 2007). Extreme Conflict and Tropical Forests. Springer. ISBN 978-1-4020-5461-7.
- Kislenko, Arne (2009). Culture And Customs Of Laos. ABC-CLIO. ISBN 978-0-313-33977-6.
- Lee, Jonathan H. X. (ngày 17 tháng 9 năm 2012). Laotians in the San Francisco Bay Area. The Center for Lao Studies, Arcadia Publishing. ISBN 978-0-7385-9586-3.
- Lightner, Jr, Sam (ngày 30 tháng 10 năm 2005). Thailand: A Climbing Guide. The Mountaineers Books. ISBN 978-0-89886-750-3.
- Võ, Thu Tịnh (1972). The Phra Lak-Phra Lam (The Lao version of the Ramayana).: Abridged translation of the manuscript of Vat Kang Tha. Cultural Survey of Laos.
- Westermeyer, Joseph (1983). Poppies, Pipes, and People: Opium and Its Use in Laos. University of California Press. ISBN 978-0-520-04622-1.